# مهماندار (نقدة)
مهماندار هي قرية في مقاطعة نقدة، إيران. يقدر عدد سكانها بـ 628 نسمة بحسب إحصاء 2016.